# Ягуар XK120
Ягуар XK120 е спортен автомобил на Ягуар, произвеждан в периода 1948 – 1954. Сглобени са общо 12.055 екземпляра. Това е първият следвоенен модел на Ягуар и е наследник на Ягуар SS100. За първи път е представен като прототип, целящ да демонстрира новия двигател ХК, на автоизложението в Лондон през 1948 г. Автомобилът се харесва на публиката и съоснователят на фирмата Уилям Лайънс решава да го пусне в серийно производство.

## Технически характеристики
Първоначално каросерията се изработва на ръка от алуминий върху шаси от ясен. Произведени са 240 такива екземпляра, но през 1950 г. поради големия интерес започва по-масово производство. Каросерията се прави от стомана, а вратите, капакът и багажникът са от алуминий. Предното стъкло може да бъде свалено.
Автомобилът е задвижван от 3.4 литров шестцилиндров редови двигател – споменатият вече ХК. Мощността му е 160 bhp. Максималната скорост на колата е 120 мили/ч (оттук идва името ѝ) или 193 км/ч, а с махнато предно стъкло – дори малко повече. Така когато е пусната на пазара Ягуар XK120 е най-бързият стандартен автомобил в серийно производство.

## Варианти
Ягуар XK120 се предлага в три варианта:
- роудстър от 1948 г., наричан още OTS или Open Two Seater,
- купе от 1951 г., наричан още or FHC или Fixed Head Coupe и
- кабриолет от 1953 г., наричан още DHC или Drop Head Coupe.

Има и вариант М, наричан в Англия SE (съкращение на Special Equipment), с по-голяма мощност, по-твърдо окачване, двоен ауспух и други екстри.
Арматурното табло на купето и кабриолета е обицовано с фурнир, докато това на роудстъра – с кожа. В началото всички модели се произвеждат с капаци, покриващи задните колела, което допринася за по-добрата аеродинамика. От 1951 г. опционално се предлагат джанти със спици и капаците са премахнати, за да не пречат на новите джанти.

## Спортни успехи
На 31 януари/1 февруари 1954 г. Ягуар ХК120 FHC печели първото 24-часово състезание на територията на Австралия. На 13 юни 1954 г. на пистата Линдън Еърпорт подобен модел спечелва кръг от сериите НАСКАР и с това се превръща в първия неамерикански автомобил, печелил кръг от сериите.